# تتونیا (آیداهو)
تتونیا(به انگلیسی: Tetonia) شهری در شهرستان تتون ایالت آیداهو است که جمعیت آن در سرشماری سال ۲۰۱۰ میلادی ۲۶۹ نفر بوده است.

## نگارخانه

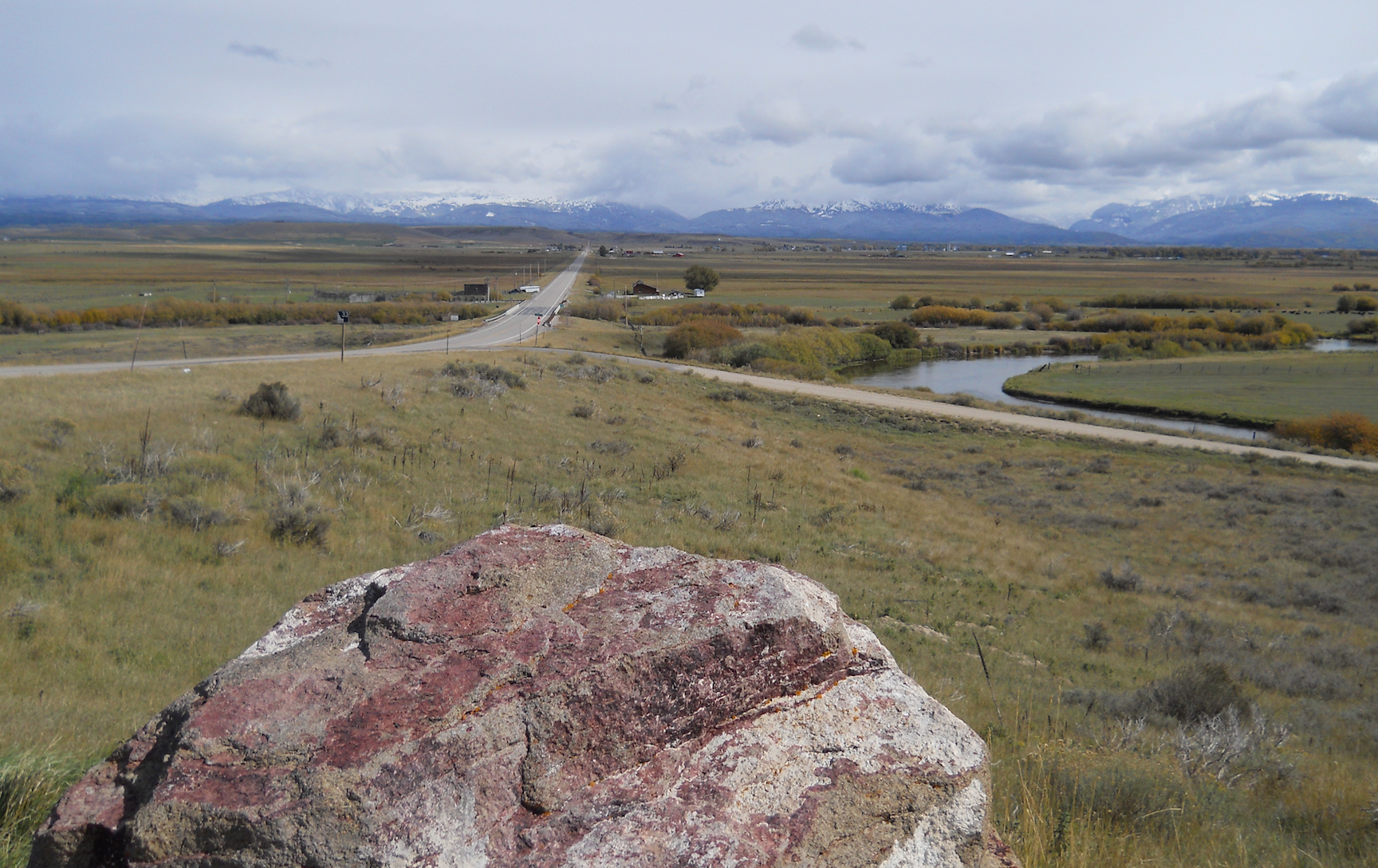
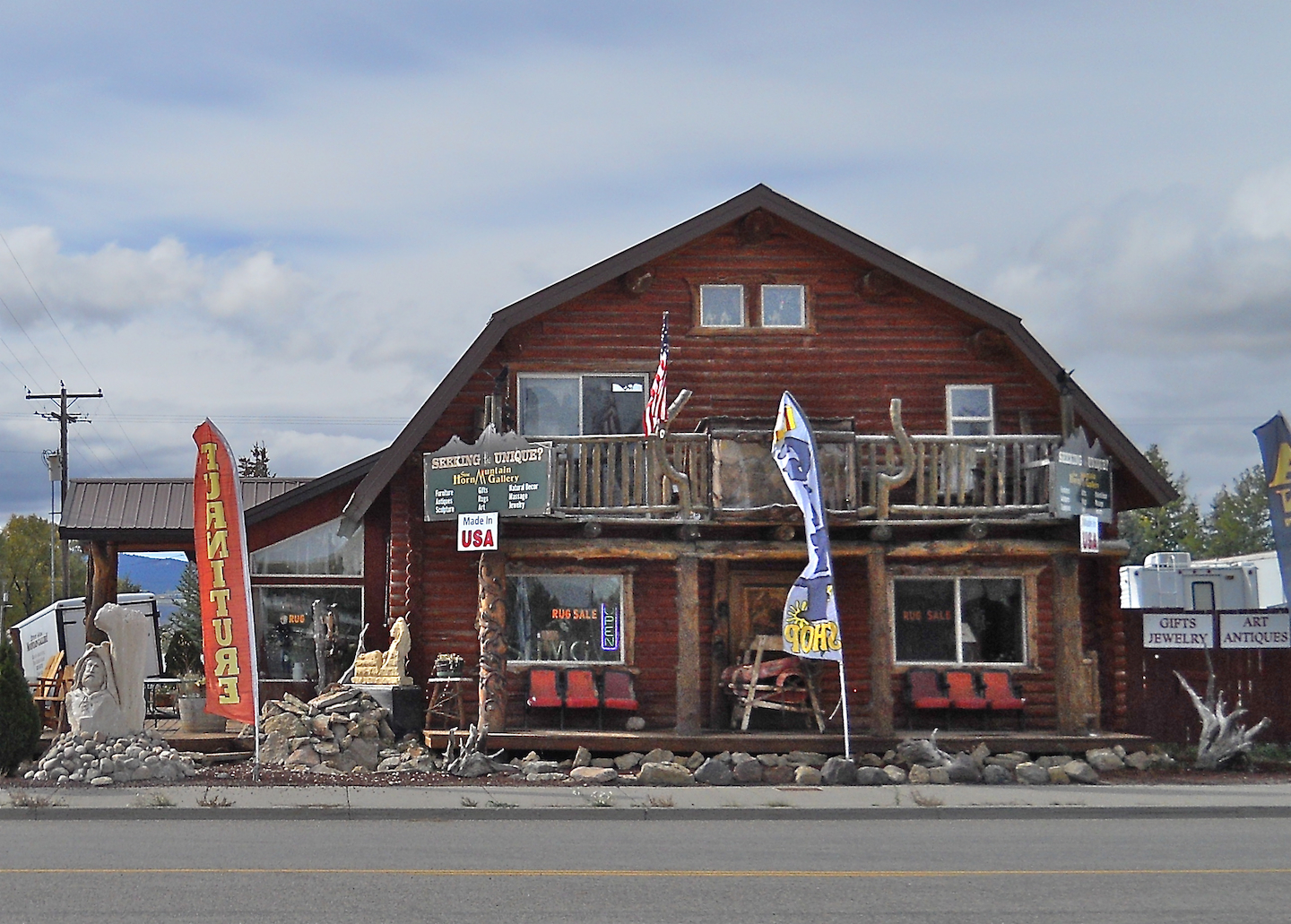
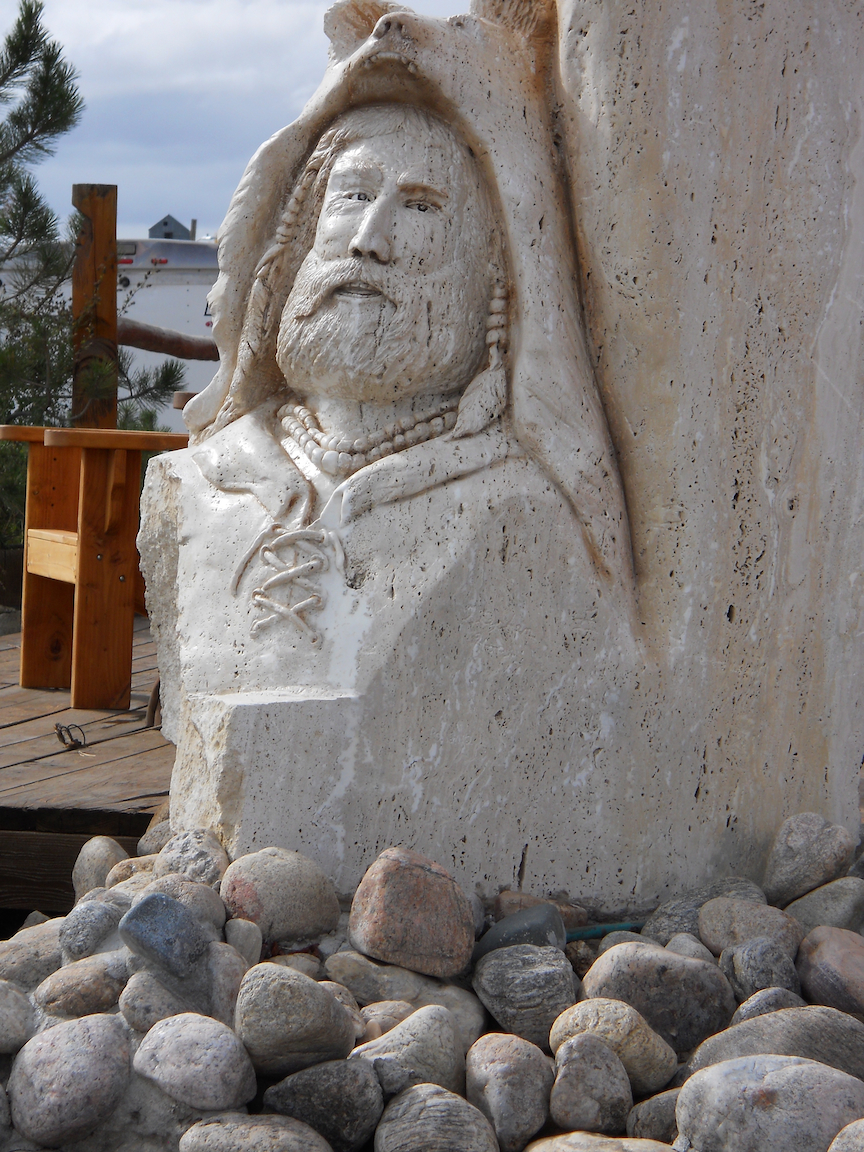
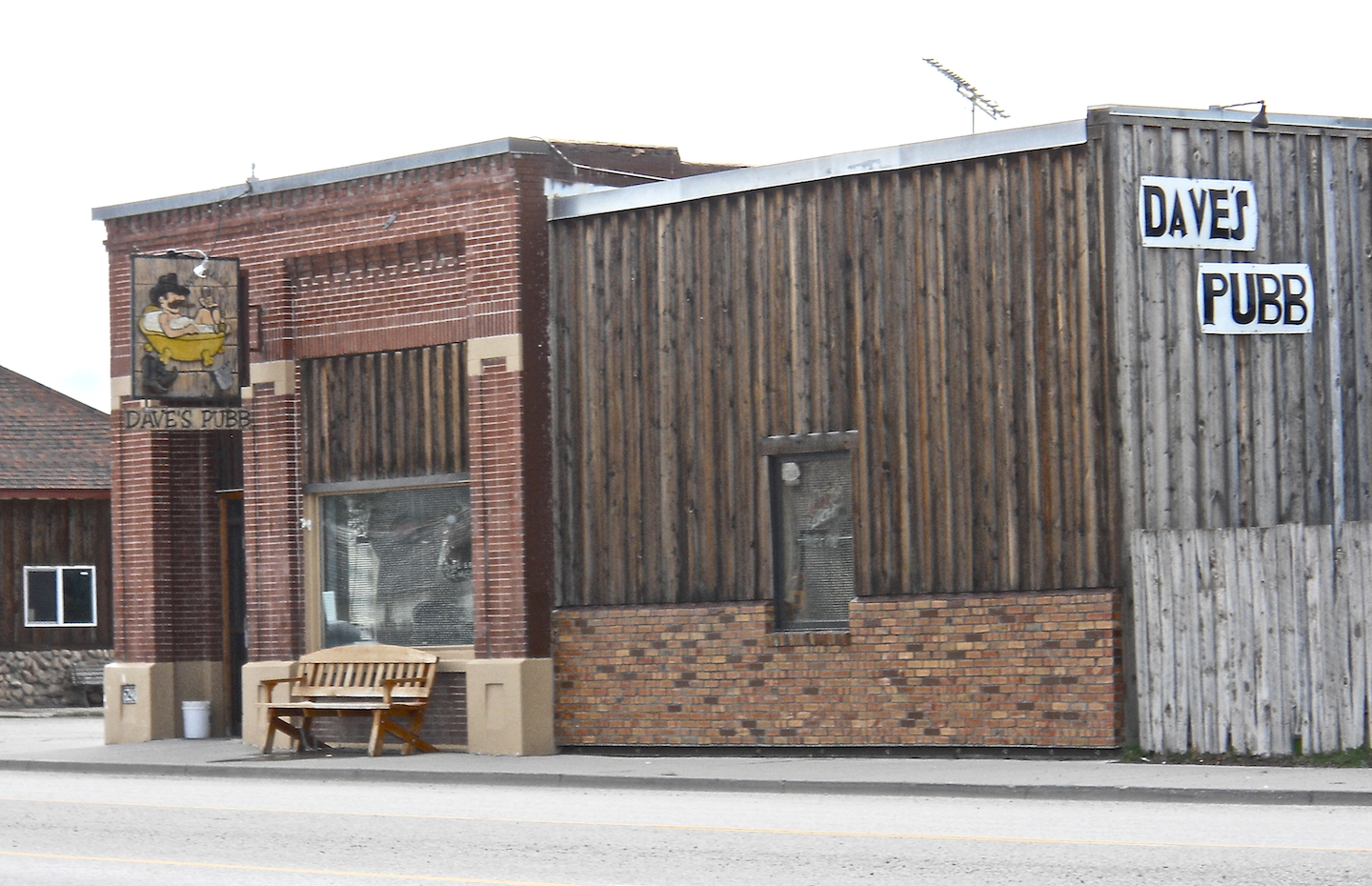
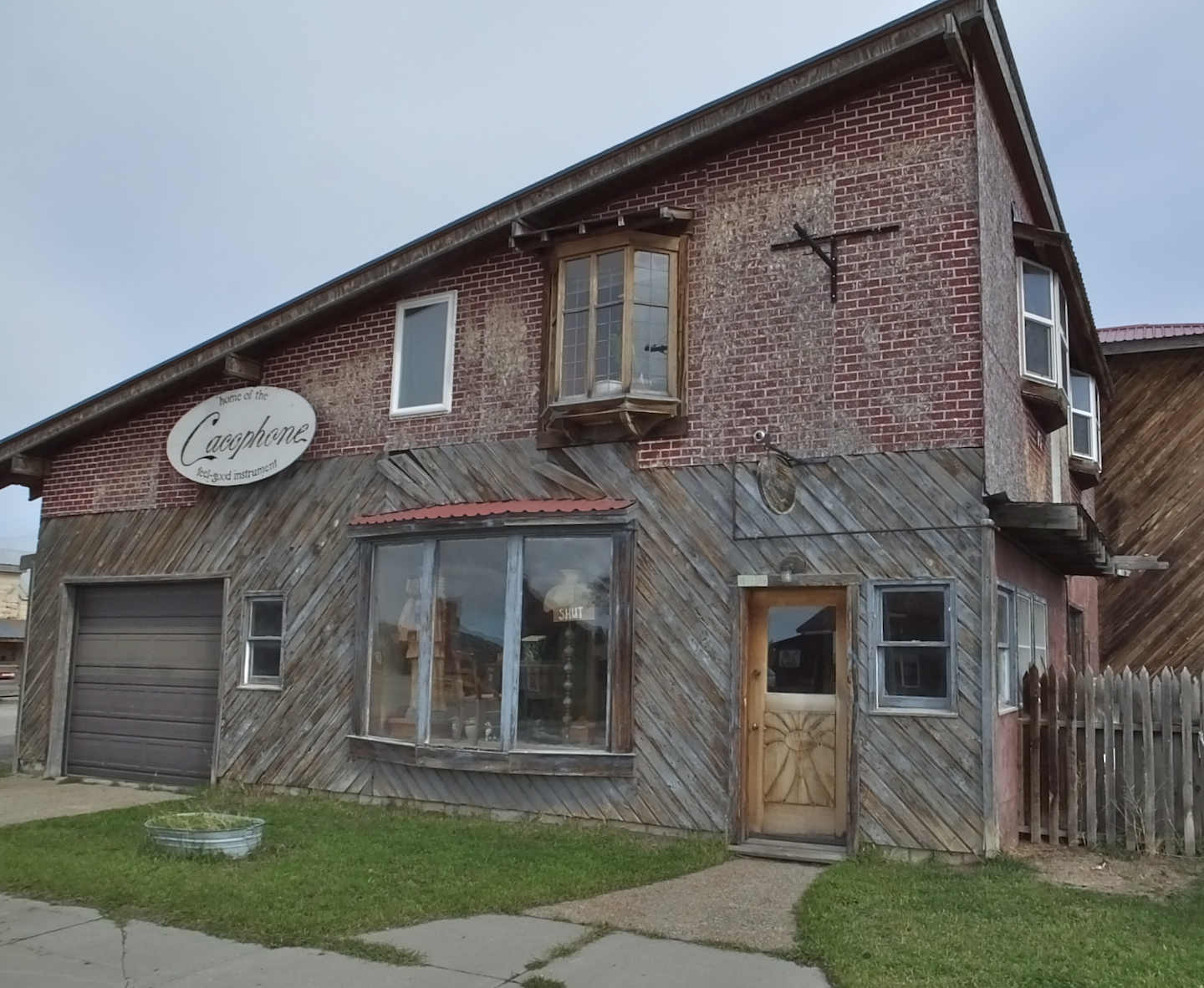

## موقعیت جغرافیایی
موقعیت جغرافیایی شهرها و مناطق اطراف به شرح زیر است: